# Chrysobéryl
Le chrysobéryl est une espèce minérale formée d'oxyde de béryllium et d'aluminium de formule Be(AlO2)2 avec des traces de fer et de chrome. Les cristaux peuvent atteindre jusqu'à 22 cm.

## Historique de la description et appellations

### Inventeur et étymologie
Le chrysobéryl fut décrit en 1790 par Abraham Gottlob Werner, géologue et minéralogiste allemand, sous le nom de Krisoberil. Le nom de ce minéral signifie « béryl d'or » et provient de berullos (béryl) et de khrusos (or).

### Synonymes
- Aluminate de Glucine (Seybert, 1824)[6]
- Alumobéryl ou Alumoberyl[7]
- Chrysberil[8]
- Chrysoberil[9]
- Chrysolite orientale[10]
- Chrysopale (Delamétherie, 1797)[11]

## Caractéristiques physico-chimiques

### Critères de détermination
Le chrysobéryl est un minéral allochromatique, c'est-à-dire qu'il peut se trouver sous quasiment toutes les couleurs. Ses différentes couleurs sont dues à de petites quantités de fer pour le jaune ou le vert pour la variété connue sous le nom d'alexandrite, qui est verte à la lumière du jour et rouge à la lumière artificielle. L'éclat du chrysobéryl est vitreux à subadamantin et son trait est blanc. Sa fracture est conchoïdale.
Les cristaux de chrysobéryl sont souvent limpides et sont de forme prismatique ou aplatie. Ils sont pratiquement toujours maclés en V ou en macles cycliques typiques, avec une symétrie hexagonale. Les cristaux possèdent souvent des petites striures parallèles à leur surface. Les cristaux contiennent souvent de petites inclusions, formant de très fines cavités en forme de tube ou bien de nombreux cristaux aciculaires (en forme d'aiguille) parallèles entre eux. Ces inclusions sont à l'origine du phénomène de chatoiement de la variété « œil-de-chat » (ou cymophane, littéralement reflet de la vague).
Le chrysobéryl possède une grande dureté, de 8,5 sur l'échelle de Mohs, c'est-à-dire une dureté inférieure à celle des corindons (9) et supérieure à celle des béryls (7,5 - 8).

### Variétés et mélanges
- Alexandrite : variété qui présente la particularité d'un changement de couleur selon que la lumière est naturelle ou artificielle (effet alexandrite).
- Cymophane (Haüy, 1796)[13] : variété de chrysobéryl opalescente. L'exposition à la lumière bleutée (ou jaunâtre selon d'autres sources) crée une chatoyance qui est causée par des cavités microscopiques en forme de tube ou d'inclusions d'aiguilles de rutile, orientées parallèlement à l'axe c. Synonymes : Chrysobéryl « œil-de-chat ».

### Cristallochimie
Le chrysobéryl est un oxyde des éléments béryllium et aluminium. Le chrysobéryl est isostructurel avec l'olivine : les cations Be2+ occupent les sites tétraédriques et les cations Al3+ les sites octaédriques. L'oxygène forme un empilement hexagonal compact.
Selon la classification de Strunz, le chrysobéryl appartient au groupe 04.BA.05 des oxydes (IV) ayant un rapport métal : oxygène de 3:4 ou similaire (4.B) avec des cations de petite et moyenne taille (4.BA). Selon la classification de Dana, le chrysobéryl appartient au groupe 07.02.09 des oxydes multiples (7) de formule de type spinelle (A+B2+)2X4 (7.02). Ces deux groupes contiennent comme seul membre le chrysobéryl.

### Cristallographie
Le chrysobéryl cristallise dans le système cristallin orthorhombique, de groupe d'espace Pnma avec Z = 4 unités formulaires par maille conventionnelle et les paramètres de maille {\displaystyle a} = 9,402 Å, {\displaystyle b} = 5,475 Å et {\displaystyle c} = 4,426 Å. Le volume de la maille conventionnelle est 227,81 Å3, la masse volumique calculée 3,702 g/cm3.
Le chrysobéryl possède une structure de type olivine. Les cations Be2+ sont en coordination tétraédrique d'anions O2−, avec une longueur de liaison Be-O moyenne de 1,636 Å. Les cations Al3+ occupent deux sites non-équivalents et sont en coordination octaédrique d'O2− (longueur de liaison Al-O moyenne = 1,913 Å). Les octaèdres Al1O6 sont reliés entre eux par une arête et forment des chaînes Al1O4 parallèles à la direction b. Les tétraèdres BeO4 partagent deux arêtes et un sommet avec deux chaînes différentes, les reliant dans la direction c. Les octaèdres Al2O6 partagent deux arêtes avec les chaînes Al1O4, une arête avec les tétraèdres BeO4 et les trois sommets opposés avec deux chaînes voisines dans la direction a.

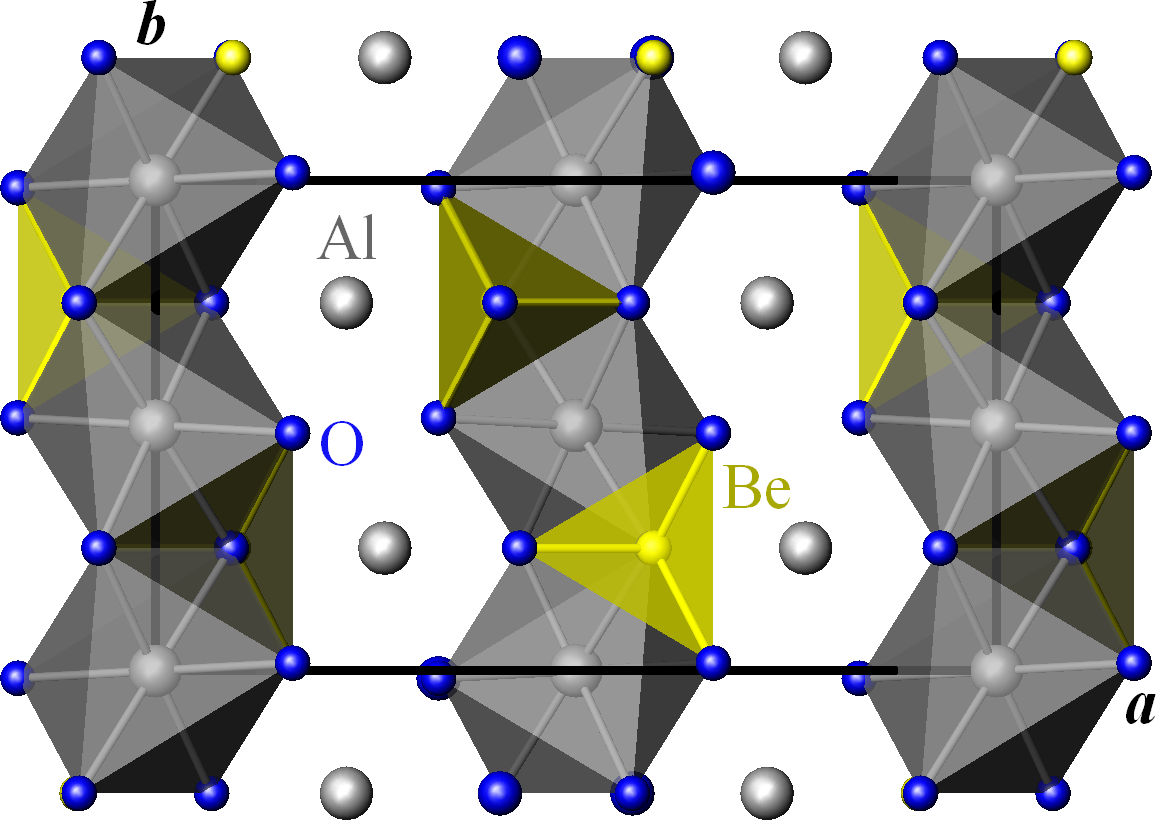
Projection de la structure du chrysobéryl dans le plan (a, b). Gris : Al, jaune : Be, bleu : O. Les octaèdres Al2O6 ne sont pas représentés pour plus de clarté. Le parallélépipède noir représente la maille conventionnelle.
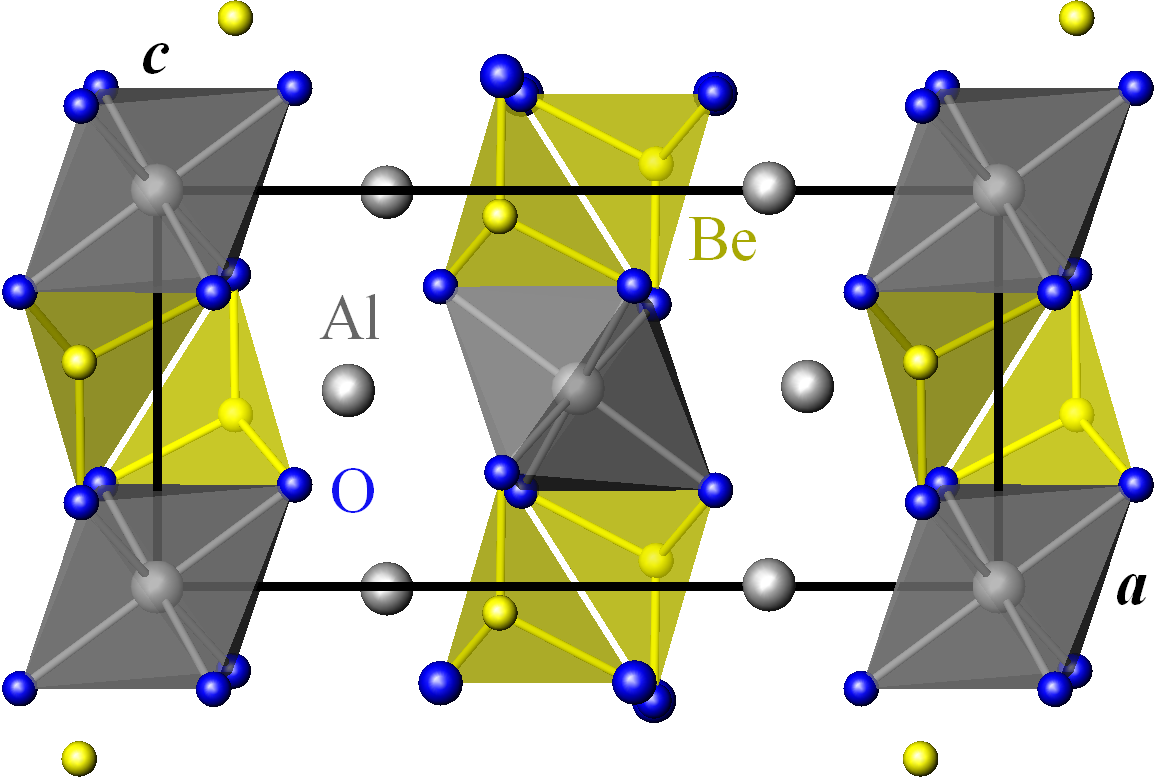
Projection de la structure du chrysobéryl dans le plan (a, c). Gris : Al, jaune : Be, bleu : O. Les octaèdres Al2O6 ne sont pas représentés pour plus de clarté. Le parallélépipède noir représente la maille conventionnelle.

## Gîtes et gisements

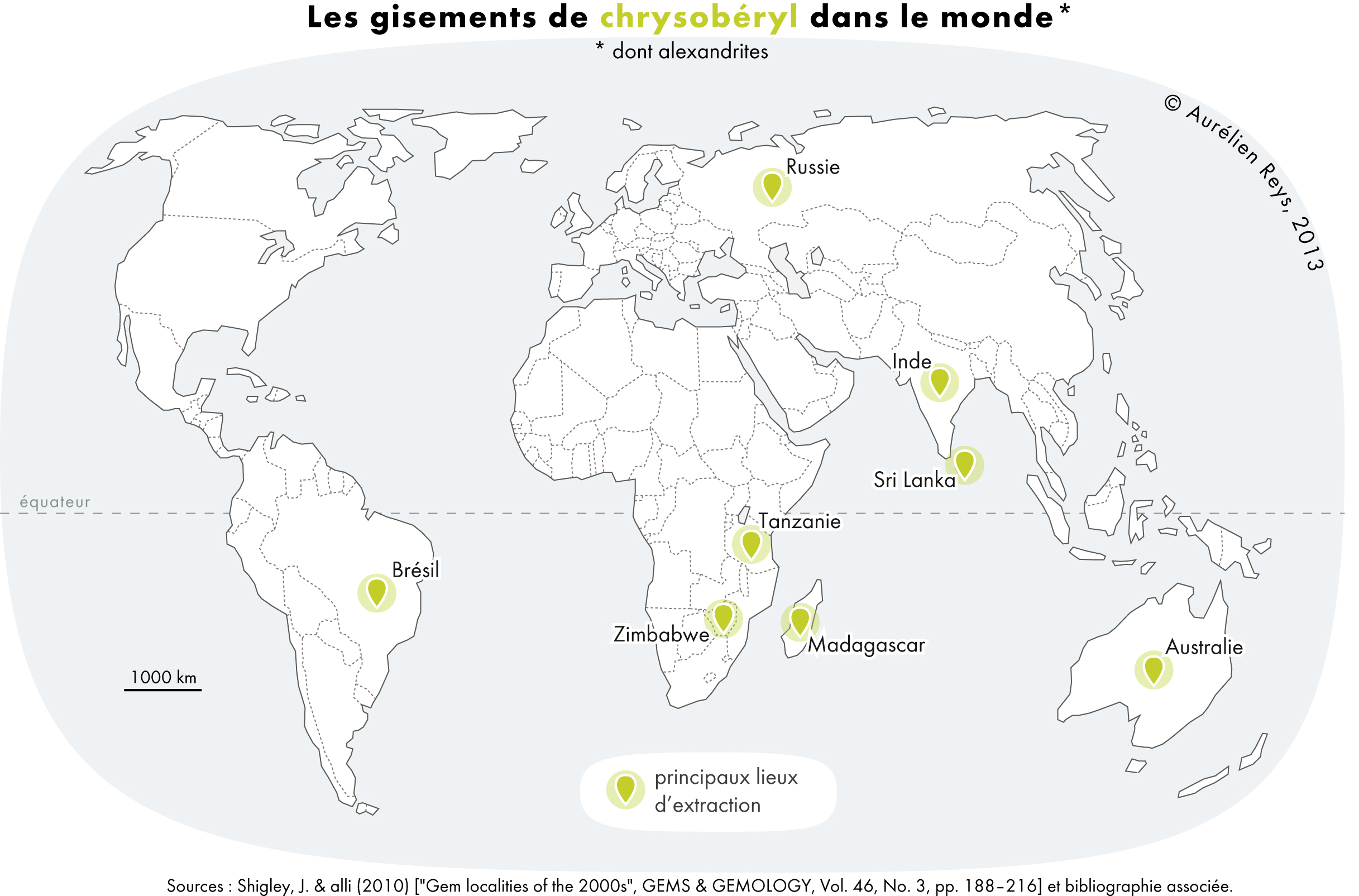
Carte des principaux pays producteurs de chrysobéryls dans le monde

### Gîtologie et minéraux associés
Le chrysobéryl se forme dans les pegmatites et dans les roches métamorphiques comme les micaschistes. Les principaux gisements sont de type secondaire (les gisements secondaires proviennent de la dégradation par érosion des gisements primaires), constitués de graviers alluvionnaires où le chrysobéryl est trouvé en galets arrondis.
Le chrysobéryl peut se trouver associé à d'autres minéraux :
- dans les granites  et pegmatites : albite, béryl, columbite, disthène, muscovite, quartz, topaze, tourmalines, staurolite ;
- altération des zones à pegmatites : apatite, fluorite, tourmalines, phénakite.

### Gisements producteurs de spécimens remarquables
- Algérie

Oued Berkou, El Milia, Province de Constantine
- Brésil

Itaguaçu, Espírito Santo. Ce gisement passe pour avoir donné les meilleurs exemplaires cristallisés.
Belmont mine, Itabira, Iron Quadrangle, Minas Gerais (pour l'alexandrite)
- États-Unis

Chrysoberyl locality, Haddam, comté de Middlesex, Connecticut
Drew Hill Prospect, Comté de Jefferson, Colorado
- France

Pénitence 1, Cirque de Pénitence, Le Bosc, Ariège, Midi-Pyrénées
- Italie

I Mondei (Ca' Mondei), Montescheno, Val d'Ossola, Province de Verbano-Cusio-Ossola
- Madagascar

Antsofimbato, Vallée de Sahatany, Région de Vakinankaratra, Province d'Antananarivo

## Exploitation des gisements
- Les formes gemmes sont accessibles à la taille. Les chrysobéryls taillés présentent souvent un pavillon (zone inférieure de la gemme) étendu et profond, et présentant de nombreuses facettes subrectangulaires placées côte à côte. La taille en cabochon est indispensable pour mettre en valeur le phénomène de chatoiement de la variété cymophane (œil-de-chat).
  - L'un des plus spectaculaires exemplaires de chrysobéryl est le Hope Chrysoberyl, un œil-de-chat jaune-vert (de couleur « péridot ») de 45 carats, parfaitement limpide, conservé au British Museum de Londres.
  - Les plus gros chrysobéryls taillés se trouvent à la Smithsonian Institution de Washington. L'un pèse 114 carats, est jaune-vert et taillé en coussin. L'autre pèse 120 carats, est verdâtre et taillé en ovale. Ces deux spécimens proviennent tous deux du Sri Lanka.
- Le laser à alexandrite est une méthode d'épilation par lumière.